# 柏纳东博
柏纳东博（1949年10月7日—），前马来西亚种植与原产业部长，兼前沙巴州兵南邦国阵沙民统国会议员及摩约州议员（1986－1994，任内为第11任沙巴首席部长），也是沙民统主席，马来西亚驻梵蒂冈大使。